# Simulium okinawaense
Simulium okinawaense är en tvåvingeart som beskrevs av Takaoka 1976. Simulium okinawaense ingår i släktet Simulium och familjen knott. Inga underarter finns listade i Catalogue of Life.